# Schendylops demelloi
Schendylops demelloi är en mångfotingart som först beskrevs av Karl Wilhelm Verhoeff 1938.  Schendylops demelloi ingår i släktet Schendylops och familjen småjordkrypare. Inga underarter finns listade i Catalogue of Life.